# Rocky Raccoon
Pistes de The Beatles
Piggies Don't Pass Me By
Rocky Raccoon est une chanson des Beatles, composée par Paul McCartney bien que créditée Lennon/McCartney. Composée au début de l'année lors du séjour des Beatles en Inde, elle paraît le 22 novembre 1968 sur l'« « Album blanc » ». Elle raconte l'histoire d'un cow-boy des Black Hills, en quête de vengeance après s'être fait voler sa petite amie. Chanson aux accents country, elle se caractérise par une mise en valeur de la voix et une orchestration discrète, accentuant sa dimension simple.

## Composition

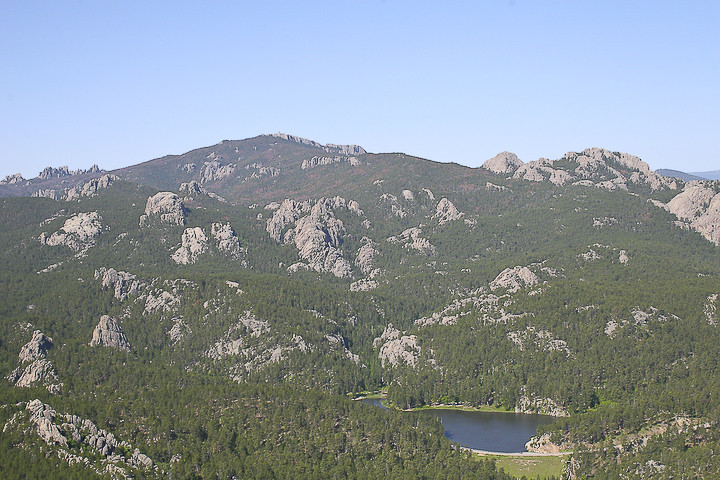
Rocky Raccoon, cow-boy inventé par McCartney, est originaire des Black Hills.

Paul McCartney compose Rocky Raccoon à Rishikesh début 1968, lors du séjour des Beatles en Inde. Assis sur un toit avec John Lennon et le chanteur écossais Donovan, il gratte quelques accords et improvise l'histoire de celui qui s'appelle encore « Rocky Sassoon ». McCartney le rebaptise plus tard « Rocky Raccoon », pour sonner plus cow-boy, car il s'agit bien d'une chanson sur un thème de western. Sur fond d'humour et de parodie pince-sans-rire du genre, Paul McCartney raconte l'histoire de Rocky Raccoon, le personnage principal, et d'une « fille prénommée Magill, qui aimait se faire appeler Lil, mais que tout le monde connaissait comme étant Nancy ».
Avant d'entonner le chant à proprement parler, Paul McCartney commence par réciter un texte introductif résumant le contexte de l'histoire. Il s'agit de Rocky Raccoon, un jeune garçon des Black Hills dans le Dakota, dont la petite amie s'est enfuie avec un autre, non sans l'avoir frappé juste avant. Rocky décide de se venger, et se prépare dans une chambre du saloon de la ville du coin. « Je ne sais rien des Appalaches, des cow-boys ou des Indiens. Je me suis contenté d'inventer. », explique McCartney.
C'est à ce moment que McCartney commence à chanter et attaque le premier couplet. Dans sa chambre, Rocky Raccoon ne trouve qu'une Bible de Gédéon (Gideon's Bible). Finalement, il s'arme d'un revolver et provoque son rival, « Dan », en duel. Cependant, comme le dit la chanson, « Dan est le premier à dégainer et tirer, et Rocky s'écroule dans un coin ». La narration cesse pour laisser place au solo de piano, et le médecin arrive à l'entame du second couplet. « Puant le gin », ce docteur aurait été inspiré d'un vrai médecin que Paul McCartney a connu quelques années plus tôt lors d'un accident de mobylette.
Au dernier couplet, Rocky Raccoon retourne dans sa chambre, « où il ne retrouve que la Bible de Gédéon ». Les deux derniers vers de la chanson révèlent à ce propos un sens caché : il ne s'agit pas d'une Bible éditée par les Gédéons, elle a en fait appartenu à quelqu'un se prénommant comme ça. Paul McCartney explique : « J'aime ce passage, lorsqu'il trouve la bible et pense qu'un type nommé Gédeon a dû la laisser là pour le suivant. J'aime l'idée que Gédeon est un personnage. »

## Enregistrement
Rocky Raccoon est enregistrée en une seule session le 15 août 1968 aux studios EMI. Cette chanson fait partie de celles où George Martin, le producteur des Beatles, joue d'un instrument, en l'occurrence un solo de piano honky tonk. La chanson est terminée en dix prises, incluant les overdubs, mais il a fallu un certain temps à Paul McCartney pour finaliser les paroles, qui ont évolué au gré de l'enregistrement. Il tente ainsi plusieurs vers qui ne figurent pas dans la version finale de la chanson (« Roll over, Rock...he said ooh, it's OK doc »).
Une version alternative de la chanson est présente sur la compilation Anthology 3, et témoigne de l'évolution des paroles, où Rocky Raccoon n'est pas encore issu des Black Hills du Dakota, mais d'une petite ville du Minnesota. Le texte introductif de la chanson, récité par McCartney, est lui aussi significativement différent de la version finale :
« Rocky Raccoon, he was a fool unto himself

And he would not swallow his foolish pride

Mind you, coming from a little town in Minnesota

It was not the kind of thing that a young guy did

When a fella went and stole his chick away from him. »
La chanson est remixée en mono le soir du 15 août.

## Fiche technique

### Interprètes
- Paul McCartney : chant, guitare acoustique
- John Lennon : chœurs, harmonica, harmonium, basse 6 cordes
- George Harrison : chœurs
- Ringo Starr : batterie
- George Martin : piano honky-tonk[6]

## Publication
Rocky Raccoon paraît le 22 novembre 1968 sur le double album The Beatles (« l'Album blanc »), sur le label Apple Records. Elle est placée sur la seconde face du premier disque, entre le Piggies de George Harrison et le Don't Pass Me By de Ringo Starr.

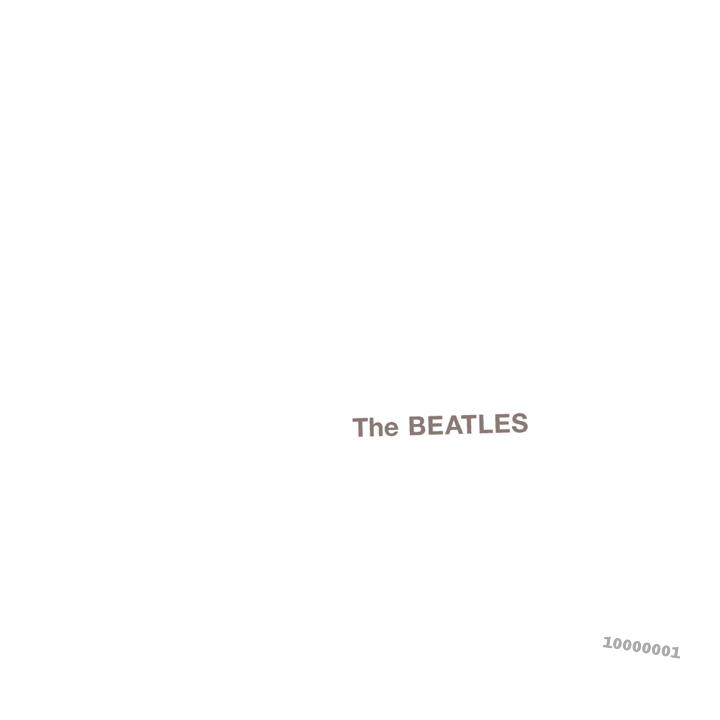
Couverture de l'album homonyme des Beatles, également connu sous le nom The White Album.

Dans une chronique de l'album, Ian MacDonald range Rocky Raccoon parmi les chansons « les moins tolérables » de l'opus, dans la catégorie des titres « reposant sur des blagues qui s'essoufflent vite », à l'instar de The Continuing Story of Bungalow Bill ou Wild Honey Pie.

## Reprises
Rocky Raccoon est reprise dès 1968 par Ramsey Lewis sur son album Mother Nature's Son (en). On dénombre aussi des reprises de Richie Havens, Phish, ou Maureen McGovern.

## Culture populaire
La chanson est l'inspiration du personnage Rocket Raccoon, un raton laveur parlant du comic book Marvel Preview #7 publié en 1976. Ce personnage sera ultimement intégré à la série Guardians of the Galaxy.